# Caño Amarillo (métro de Caracas)
Caño Amarillo est une station de la ligne 1 du métro de Caracas, inaugurée le 2 janvier 1983 avec la ligne.